# Casse-croûte
Ne doit pas être confondu avec Casse-croûte au Québec.
Cet article possède un paronyme, voir Julot casse-croûte.
 (juillet 2017).

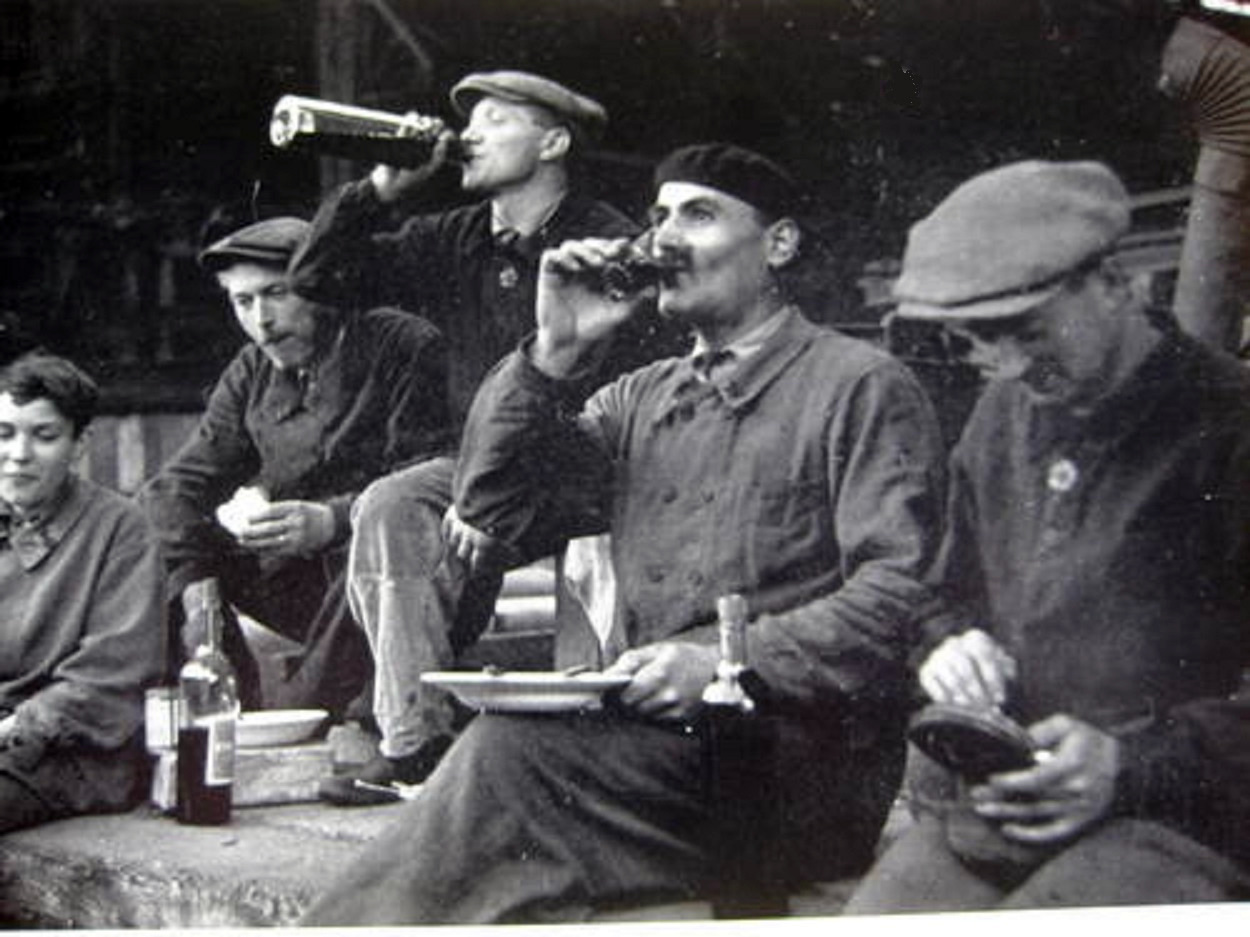
Des ouvriers « cassant la croûte » sur un chantier à Paris dans les années 1930.

Le terme casse-croûte, aussi orthographié casse-croute, désigne différentes réalités apparentées au domaine de l'alimentation.
À l'origine, le terme casse-croûte est utilisé en France pour désigner un outil à l'usage des vieillards édentés, employé pour broyer les croûtes de pain.
Depuis la fin du XIXe siècle, ce terme désigne aussi, en français européen, le repas sommaire que prennent les ouvriers pendant une pause de leur travail. Par extension, l'on nomme aussi casse-croûte un repas très simple, ou simplement un sandwich.
Le terme a aussi désigné un type de gâteaux commercialisés par la Biscuiterie nantaise dès 1922 : les « Casse-Croûte BN », depuis nommés simplement des « BN ».